# Matlhako
Matlhako è un villaggio del Botswana situato nel distretto Centrale, sottodistretto di Mahalapye. Il villaggio, secondo il censimento del 2011, conta 752 abitanti.